# Externstenene
Exterstenene (tysk Extersteine) er en særpræget klippeformation i sandsten, der ligger i Teutoburgerskoven, nær byen Horn-Bad Meinberg i Lippe-distriktet i den tyske delstat Nordrhein-Westfalen. Formationen er en såkaldt tor, der består af flere høje, smalle klippesøjler, der rejser sig stejlt fra det omkringliggende skovklædte område.
Ifølge traditionen, der går tilbage til en ide fremsat af Hermann Hamelmann i 1564, er Exterstenene et helligt område for de hedenske saksere, og stedet hvor irminsul-ikonet skulle være blive ødelagt af Karl den Store. Der er dog ingen arkæologiske beviser for, at stedet blev brugt i denne periode.
Stenen blev brugt til eneboere i middelalderen, og i højmiddelalderen lå der et kristent kapel her. Externstenrelieffet er en middelalderlig afbildning af kristus der tages ned af korset. Det er endnu til diskussion om stedet blev brugt til kristen tilbedelsen allerede fra 700- til begyndelsen af 900-tallet.
Exterstenene blev berømte da Völkisch Bewegung og nationalistiske forskere begyndte at interesse sig for stedet i slutningen af 1800-tallet og begyndelsen af 1900-tallet. Interessen nåede sit højdepunkt under nazistyret, hvor klippeformationen blev genstand for nazipropaganda. I dag er det fortsat en populær turistattraktion; stedet tiltrækker også nyhedenske og nynazistiske personer.